# Leucoma salicis
La blanquilla del chopo (Leucoma salicis) es una especie de polilla de la familia Erebidae descrita originalmente por Linnaeus en la décima edición de su Systema Naturae en 1758. Es una especie que habita en Europa, incluida Gran Bretaña excepto su extremo septentrional, y que extiende su distribución paleártica por Asia hasta Japón. Además, fue introducida en Norteamérica en la década de 1920.

## Descripción
Leucoma salicis tiene una envergadura de 37–50 mm y presenta una coloración blanca satinada, en ocasiones con puntos negros. La cabeza, las antenas, el tórax y el abdomen son negros, pero el cuerpo muestra una tupida cobertura de vello blanco. Las tibias y tarsos presentan anillos negros anchos, de tal manera que alternan el blanco y el negro. La especie asiática oriental Leucoma candida (Staudinger, 1892) tiene una estructura genital masculina distinta y un color blanco más brillante y alas más opacas con una estructura de escamas más densa, además de ser más pequeña en tamaño y con alas más estrechas.
Las orugas son negras, y en estados más avanzados se caracterizan por una fila dorsal de lunares blancos y una pequeña línea amarilla lateral, además de unos tubérculos rojizos con mechones de pelo. Las larvas completamente desarrolladas alcanzan los 5 cm de longitud. La crisálida es negra con manchas blancas y vellosidad blanca o amarillenta.

## Ciclo vital
La hembra de Leucoma salicis deposita los huevos en grupos grandes de más de 100 individuos —habiendo sido calculada una media de 4,6 puestas y 650 huevos totales por hembra en Canadá y una media de tres puestas y 348 huevos en Turquía—, en troncos de árboles, cubiertos de láminas de aspecto de papel. Las orugas emergidas se alimentan de árboles, principalmente de los géneros Salix (sauces) y Populus (chopos), a los que llega a causar graves defoliaciones, por lo que en grandes cantidades se considera una plaga forestal. La metamorfosis tiene lugar en una crisálida que suele ubicarse entre hojas. La blanquilla del chopo está activa por lo general de mayo a septiembre, contando en España con dos generaciones, una en julio y agosto y otra, descendiente de la anterior, que se desarrolla parcialmente en septiembre, después se refugia e hiberna y finalmente reaparece en primavera, por lo que los daños a los árboles se concentran hacia agosto y mediada la primavera. En localidades más frías, únicamente existe una generación anual. Durante un estudio en Canadá se determinó que la longevidad media de los imagos es de menos de 10 días.
Sufre el parasitismo de especies como Telenomus punctulatus, Exorista larvarum, Masicera sylvatica, Compsilura concinnata, Carcelia cheloniae y Apanteles sp., además de sufrir el ataque de virus que diezman su población. Dado su comportamiento como plaga forestal de importancia económica, se han estudiado diversos tratamientos para su control desde hace décadas.

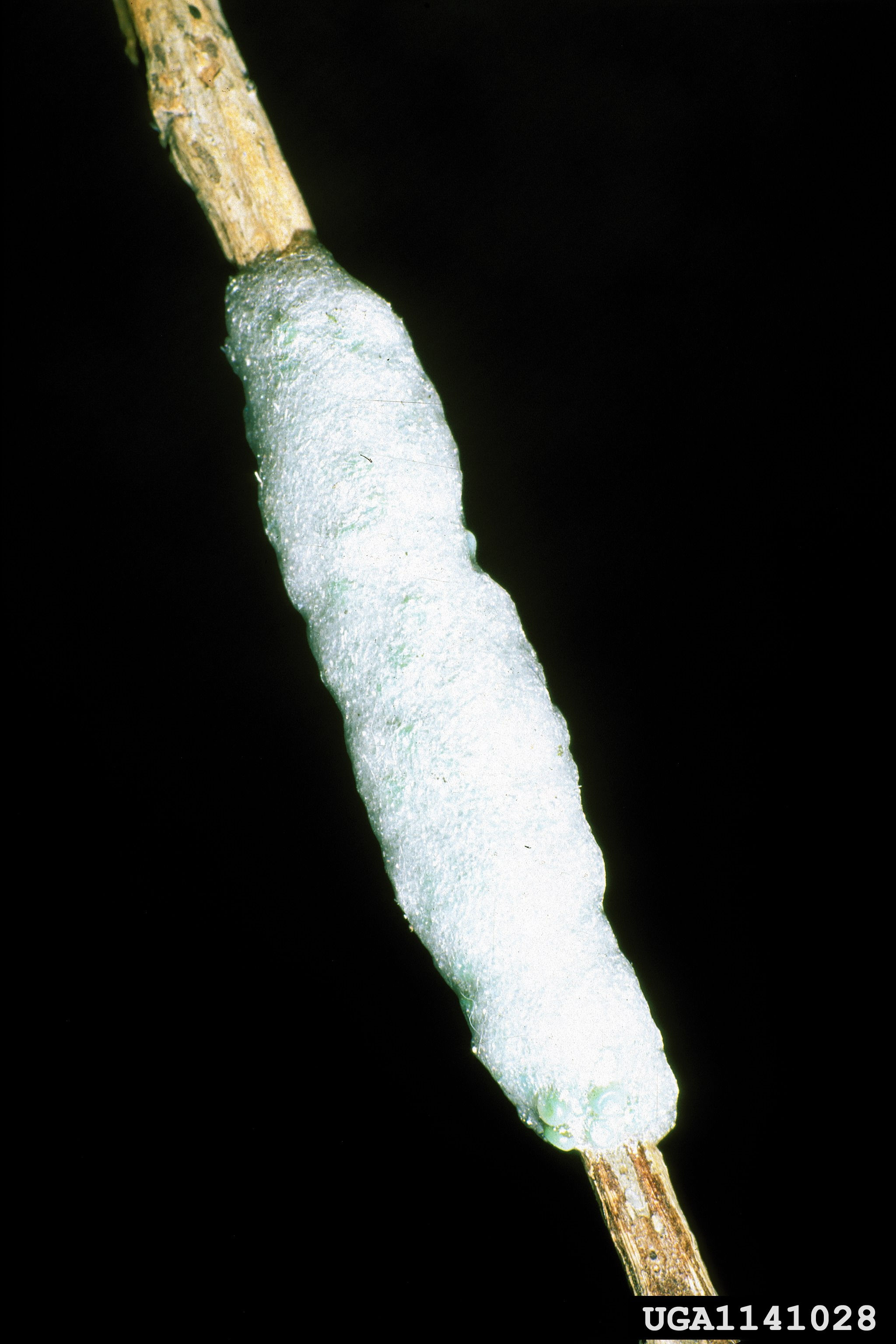
Huevos
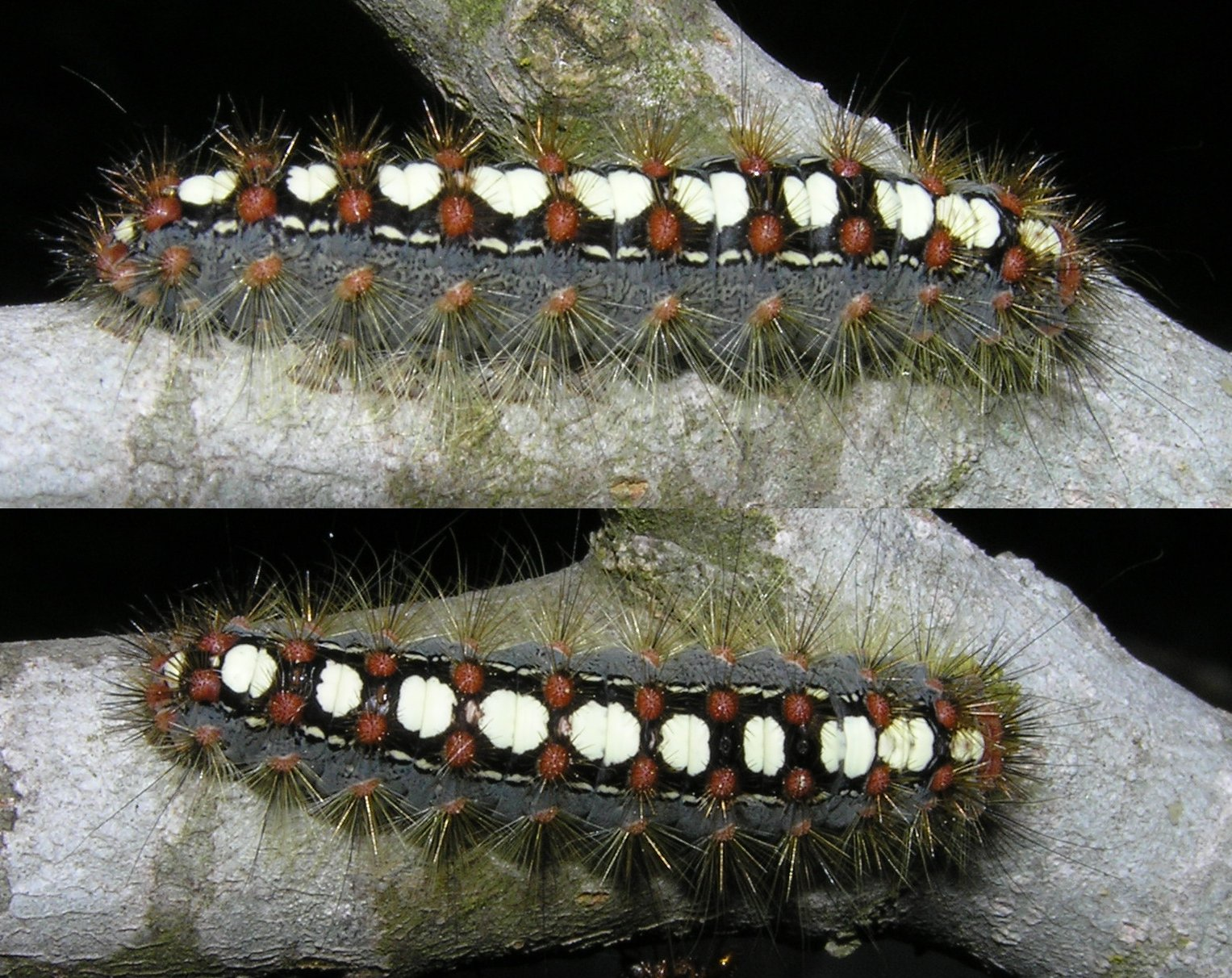
Oruga

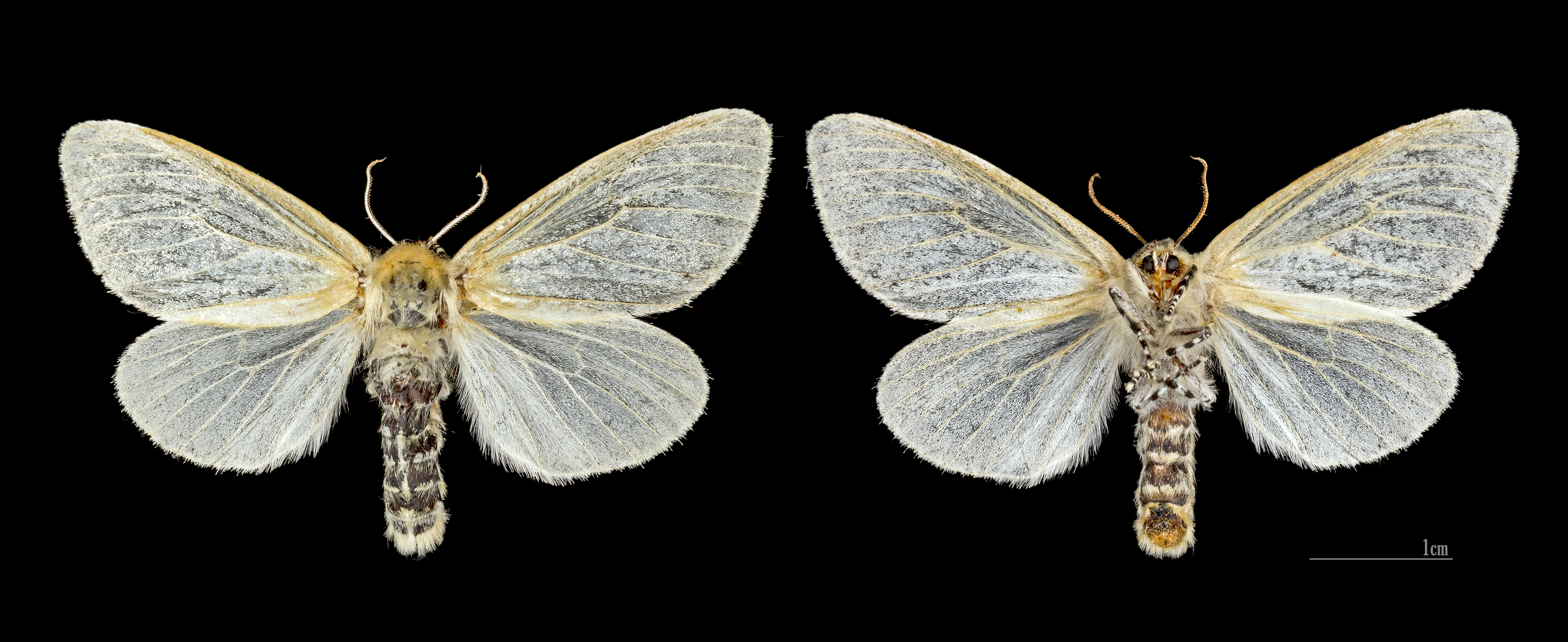
Hembra
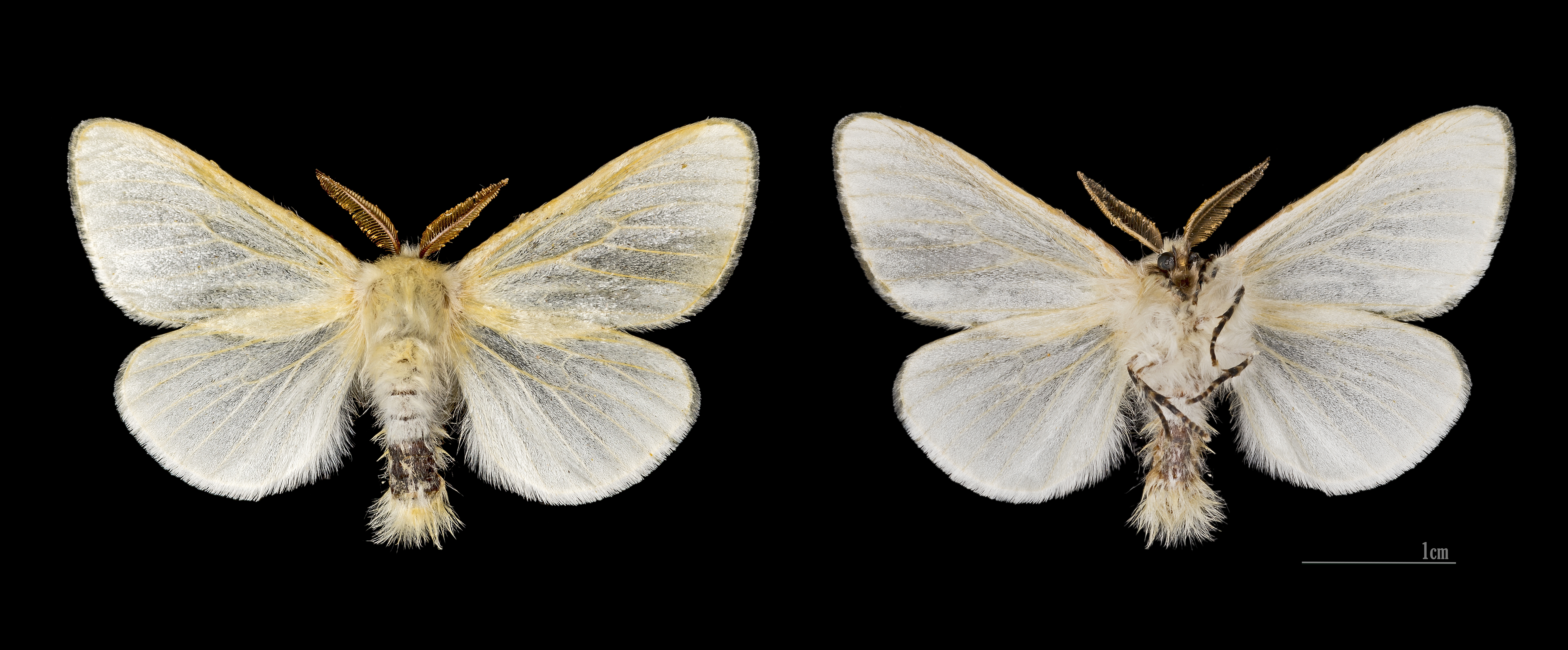
Macho